# عبد الله الياسين
الشيخ عبد الله محمد الياسين المياحي (1895 - 1953)،هو سياسي عراقي وزعيم قبيلة المياح من ربيعة، ولد سنة 1895 في مدينة الحي وتوفي في بيروت في 31 كانون الأول 1953.
ناوأ الإنجليز، وقتل أخاه عبد المحسن الياسين الذي كان شيخ القبيلة في 14 أيلول 1920، فاستعان أخوه بلاسم الياسين بالإنجليز عليه، فقصف الإنجليز حصنه في 22 أيلول 1920، فهرب وتسلم بلاسم المشيخة، لكنه استعاد رئاسة القبيلة بعد ذلك.
انتخب نائبا في المجلس التأسيسي للمملكة العراقية سنة 1924، ثم انتخب نائبا عن لواء الكوت في مجلس النواب العراقي في دورته الأولى وبقي نائبا في جميع الدورات حتى نهاية الدورة السادسة عشر وسقوط الحكم الملكي في العراق في 14 تموز 1958 باستثناء الدورة الخامسة (1934 - 1935)، وكذلك لم يشغل المقعد النيابي في الدورة العاشرة منذ بداية الدورة لكنه حل محل صلاح بابان الذي استقال، فشغل المنصب في تشرين الثاني 1944.
شقيقه بلاسم الياسين كان أيضا نائبا في الدورة العاشرة لكنه استقال لاحقا.
توفي عبد الله الياسين في بيروت في 21 حزيران 1953.